# Iglesia de San Peregrino
La Iglesia de San Peregrino (en italiano: Chiesa di San Pellegrino) es un antiguo oratorio católico en la Ciudad del Vaticano, situado en la Via dei Pellegrini. La iglesia está dedicada a San Peregrino de Auxerre, un sacerdote romano nombrado por el Papa Sixto II, quien había sufrido el martirio en Galia en el siglo III. Es una de las iglesias más antiguas de la Ciudad del Vaticano. 
La iglesia construida por el Papa León III en el 800 recibió por primera vez el nombre de "San Pellegrino en Naumachia", haciendo referencia a la naumaquia construida al noroeste del castillo de Sant'Angelo y dedicada por el emperador romano Trajano en el año 109.
Se hizo la capilla de la Gendarmería y los bomberos de la Ciudad del Vaticano en 1977.